# جاك قاي
جاك قاي (بالفرنسية: Jacques Guy)‏ هو لغوي فرنسي وأسترالي، ولد في أكتوبر 1944.